# Sajansk
Sajansk – miasto w Rosji, w obwodzie irkuckim. W 2010 roku liczyło 40 800 mieszkańców.
W mieście rozwinął się przemysł chemiczny.